# Christian Armas
Christian Michel Armas Curiel (* 13. Januar 1986 in Tepic, Nayarit) ist ein ehemaliger mexikanischer Fußballspieler auf der Position eines Verteidigers.

## Leben
Nachdem Armas den Nachwuchsbereich des Club Deportivo Guadalajara durchlaufen hatte, erhielt er bei diesem Verein im Jahr 2004 seinen ersten Profivertrag und kam für ihn zu insgesamt acht Einsätzen in der höchsten Spielklasse. Außerdem kam er zu Einsätzen für die in der zweiten Liga spielenden Farmteams des Vereins: 2004/05 für Chivas La Piedad und in der darauffolgenden Saison 2005/06 für das inzwischen umbenannte und nach Tepic verzogene Team Chivas Coras.
2006 wechselte Armas zum Ligarivalen Jaguares de Chiapas, bei dem er bis 2010 unter Vertrag stand und sporadisch auch einige Einsätze in dessen Farmteam Jaguares de Tapachula absolvierte.
Im zweiten Halbjahr 2010 spielte Armas beim guatemaltekischen Verein Halcones FC.